# 赵岩昊
赵岩昊（1997年10月25日—），男，河北邢台人，中国篮球运动员。他获得了2017年CBA全明星周末星锐赛最有价值球员。